# NEURON (software)
NEURON é um ambiente de simulação de modelos individuais de neurônios ou de redes de neurônios. Foi originalmente desenvolvido por Michael Hines, John W. Moore e Ted Carnevale nas Universidades Yale e Duke.